# Spathephilus
Spathephilus is een geslacht van insecten uit de familie van de drekvliegen (Scathophagidae), die tot de orde tweevleugeligen (Diptera) behoort.

## Soort
- S. breviventris (Loew, 1873)